# 缘之空
《缘之空》（日语：ハルカナソラ）是Sphere於2008年12月5日发售的恋爱游戏，Fan disc《悠之空》于2009年9月25日发售，接续本篇当中的主线——穹线，并增加前作《缘之空》中所没有的伊福部八尋线和倉永梢线。预计在Steam上發售中文版，已多次跳票。原版發售後改編為漫畫、電視動畫與广播剧。
漫畫版由水風天作畫，在角川書店《月刊Comp Ace》2009年10月號到2011年1月號連載，并由角川书店出版。全12集電視動畫於2010年10月至12月播放。广播剧是2016年《缘之空》蓝光盒的新剧情，最终以特典CD形式发售，该剧是缘之空系列的结尾。

## 剧情
春日野悠和他的双胞胎妹妹穹在父母死于事故之后，来到了位于名叫奥木染町的小村的祖父的故居中，在那里开始新的生活。
與在昔日到訪奥木染時認識的天女目瑛和依媛奈緒重遇、認識了新的朋友、以及被妹妹所倚賴，就這樣悠的新生活展開了。在看似安穩的日子裡，很快悠注意到了对自己来说谁是重要的存在。

## 登场人物
声优的表示顺序为遊戲版聲優／動畫版聲優。

### 主要角色
春日野悠（声：無／下野紘、松元惠（幼少期））
本作男主角，穗見學園高中一年級。父母於交通事故身亡後，為了不與妹妹春日野穹被分開收養，於是從都市搬到兒時曾住過的鄉下「奧木染町」，與双胞胎妹妹穹相依為命，下定決心要跟穹在這裡努力的生活下去。面對任性且傲嬌的妹妹非常包容且照顧，讓她可以有個依賴的人。
與穹皆不善於家務，家裡總是很亂。是在都市長大的美少年，但本人沒有這方面的自覺，總是很看得開，並有獨自一人背負所有事物的傾向。運動神經不差，本來是懂得游泳，但由於小時候的一段經歷，所以現在變得不會游泳。
受到過去在奧木染當醫生的祖父與當助產士的祖母在町裡開設醫院的恩惠，因此得到町裡很多人的照顧。因為知道了是在父母出差時請他們買他和穹想要的土產而打電話給他們後出了意外，至今對此仍感到很後悔。
春日野穹（声：白波遥／田口宏子）
本作第一女主角。悠的雙胞胎妹妹，高中一年級。有時如依賴兄長的妹妹，有時如擔心弟弟的姐姐。經常帶著黑色的兔子布偶，在悠的面前常常抱怨且任性。遊戲本傳裡為二周目開放角色路線。
喜歡吃除了泡麵以外的一切零食。有嚴重的網路成癮症。小時候體弱多病所以經常住在醫院，現在身體好轉，但似乎因為心理因素依舊無法正常上學。看見蚊蟲會極度驚慌失措。因為多年前目擊關於悠的某個事件，非常討厭小時候要好的鄰居依媛奈緒。
開始時完全不會做家事，甚至連微波爐都不會用，不過經過努力後在這方面迅速的成長，在『悠之空』中已經能做出好吃的餅乾。
在FD『悠之空』裡是唯一一個有後日談的本篇女主角。遊戲版穹線裡，悠與穹共同努力令鎮上居民接受兩人的關係，獲得父親的客戶接待機票前往歐洲旅遊。動畫版尾聲，悠與穹最終選擇離開小鎮前往芬蘭定居。
天女目瑛（声：月城真菜／阪田佳代）
本作女主角之一。叉依姬神社的巫女兼管理人，悠的同班同學。非常開朗活力十足的少女，絕大部分的時間臉上都保持著微笑，也因此有時候讓人搞不懂心裡在想什麼，實際上對自己的經歷非常在意並為之痛苦。
小时候和悠在神社的山林間玩過，當神主的養祖父過世後代替其職位，監護人則由八尋擔任。平日常替附近的老人們幫忙而四處奔走。和渚一葉是關係非常親暱的朋友，經常當一葉拉中提琴時的聽眾，但每次都會睡著。因為每天來回山上的神社，因而有著不輸給一般人的力氣，運動方面也很擅長。養着一隻名為「師傅」（師匠）的貓。
記憶力十分優秀，熟記附近發生的大小事件。在其他角色的路線裡多有擔任協助的劇情，在穹路線中是第一個抱持肯定立場的人。
依媛奈緒（声：木村あやか／豬口有佳）
本作女主角之一。穗見學園高中二年級，在悠小时候照顾过他的邻居的大姐姐。數年前悠來鎮上度假的時候曾與其發生過某些方面的事件，使得悠被送走，也使得此後穹對其格外警惕。與悠分別後一直處於悶悶不樂的狀態，悠等人搬回此處後開始高興起來，並跟著他們一起上學。
擅長料理、裁縫等家事。因為雙親關係惡劣，於是藉著參加學校的游泳部，不返家待在學校看書，未上學時也常出門在外遊蕩（其實是為了“碰巧”與悠見面）。
渚一葉（声：五行薺／小野涼子）
本作女主角之一。悠的同班同學，父親是當地的議員；因一些誤會，與父親關係有些距離。每天都搭轎車上下學，途中看到瑛會把她硬拉上車；每天午餐的便當也非常豪華，讓周圍的人感到驚嘆。會演奏中提琴，但長大後不知為何不再喜歡，會拉給瑛聽但瑛每次都會睡著。
在學校表現非常強氣，常常對著常逗弄她的亮平與天真的瑛發火，但私底下對瑛非常溫柔。和瑛同父異母，是瑛的妹妹，不過只有少數人知道這件事。
一葉有一個恐怖的「金屬瓶蓋」，平時不知藏在身上哪裡，需要時總會神秘出現。常用于敲打瑛的頭。悠曾想過找出這個蓋子的藏匿處，但很快放棄。經常對說輕薄話的亮平使用技能「飛踢」，曾連續幾腳將其踹入田野中。
乃木坂初佳（声：遠野そよぎ／岡嶋妙）
本作女主角之一。渚家的女僕，在短期大學畢業後，找不到工作逃回老家，之後透過家裡的關係介紹到渚家當女僕。穿上女僕裝時會感到害羞，不過在快遲到的時候會直接穿上女僕裝搭公車通勤。常笨手笨腳對自己沒自信，喝酒之後會亂發酒瘋，於工作的空檔會去聯誼，因此常喝醉酒回來。
過去曾因男朋友的緣故陷入多角關係之中，最終與男朋友分手。與八尋是好朋友，常到對方家裡去喝酒。
沒有在漫畫版中登場。

### 其他角色
倉永梢（声：春奈有美→姫川あいり（因前者身体不适而变更）／峰岸由香里）
悠班上的班长。責任感很強，與初佳家是鄰居，兩家關係也很親近。因為從小在鄉間長大而嚮往都市生活，興趣是看時尚雜誌。把由都市轉學到鄉下的悠當成「都市來的美少年」而一見鍾情，因此在他面前容易緊張到說不出話來。在悠的請求下與穹有著深刻的交流，也受到對方的信賴。
於『悠之空』升格為女主角，對穹的外貌感到有些自卑，且常常陷入自己的妄想世界裡。
伊福部八尋（声：一色光／田中涼子）
经营着在神社山下的点心店，在神社神主過世後幫忙照顧瑛。與初佳是從小就認識且就讀同樣的短期大學的校友，兩人因此常在店裡喝酒聊天。舉止粗魯大條且嘴巴很壞，因為怕麻煩的緣故而常在店務繁忙之際把看店的工作推給瑛去處理。也常對店裡的商品出手。雖是獨自一人居住卻不做家事，基本上是靠瑛來負責每天的伙食，實際上對料理很拿手。
過去曾是大企業的菁英職員，但疲於應付裡面的複雜人際關係而辭職回到故鄉。為了提振點心店的買氣而開設部落格介紹故鄉風景，並在網路上小有人氣，還藉此賺到不少外快。
於『悠之空』升格為女主角，在漫畫版只在介紹瑛的人際關係時有登場了一下。
中里亮平（声：後野祭／中國卓郎）
悠的同班同学、朋友。直覺非常準確的人。對春日野穹非常感興趣。原為奈緒的同班的好友，但因留級而重讀一年級。留级的原因是喜欢上了当时的一个女老师。女老师似乎与初佳和八寻有关联。平常穿著和服便服甚平，有著些許鬍鬚是其特徵。總是做出性騷擾的輕浮言行，因此常受到瑛以外的女性們的吐槽、無視與冷眼對待。尤其是一葉，常用「飛踢」技能對其進行毆打。雖然比悠大一歲，但不會因為年齡差距而對他有所分別，兩人之間也有著深厚的友情。
在游戏中充当galgame常见的“平时很缺心眼关键时刻总会给予男主人生指示而且有丰富人生阅历的男主基友”一角色。

## 製作人員
- 原畫：橋本タカシ、鈴平裕
- 劇本：太刀風雪路、朝倉誠理
- 音樂：Manack

## 主題歌
片頭曲（道路的前方、天空的彼端）
作詞、作曲：綾菓、Manack，歌：Rita
片尾曲（黎明的三棱鏡）
作詞、作曲：綾菓、Manack，歌：Rita

## CD
（道路的前方、天空的彼端）
歌：Rita，發售：2008年9月26日，ASIN：B001F50LG2
收錄片頭曲、片尾曲及以上兩曲的純音樂版本。專輯封面的天女目瑛是原畫橋本タカシ繪畫。

## FanDisc
悠之空（ハルカナソラ）
於2009年9月25日正式發售。
- 追加情節（春日野穹、倉永梢、伊福部八尋）
- Web重新錄製內容
- 壁紙
- 主題歌

### 主題歌（悠之空）
片頭曲（二人）
作曲、編曲：東タカゴー，作詞、歌：Duca
片尾曲（道路的前方、天空的彼端）
作詞、作曲：綾菓、Manack，歌：Rita
插入曲

作詞：Duca，作曲、編曲：東タカゴー，歌：乃木坂初佳（遠野そよぎ）

作詞：Duca，作曲、編曲：東タカゴー，歌：渚一葉（五行薺）

作詞、作曲、編曲：Scuderia S，歌：天女目瑛（月城真菜）
（二人）
作詞：Duca，作曲、編曲：東タカゴー，歌：春日野穹（白波遥）

## 電視動畫
電視動畫版由feel.负责制作，從2010年10月4日起先后在AT-X、BS11、TOKYO MX等電視台开播。

### 製作人員（電視動畫）
- 原作：Sphere
- 角色原案：橋本タカシ、鈴平裕
- 导演：高橋丈夫
- 剧本统筹：荒川稔久
- 人物设定：神本兼利
- 道具设计：杉山了藏
- 美術監督：小濱俊裕
- 美術設定：塩澤良憲
- 色彩設計：佐野ひとみ
- 攝影監督：大田和亨
- 編集：平木大輔
- 音響監督：岩浪美和
- 作曲：三輪学、Bruno Wen-li
- 音乐制作：STARCHILD RECORD
- 制片人：山中隆弘、川崎とも子
- 企画协力、制作：GANSIS
- 动画制作：feel.
- 製作：奥木染町内会

### 主題歌（電視動畫）
片头曲比翼的翅膀（第1話—第11話）
演唱：eufonius，作詞：riya，作曲、編曲：菊地創
插入曲ツナグキズナ
演唱：Team.ねこかん【猫】 featuring.天乙准花
该插曲接在本篇后、小剧场前。實際上是本篇的片尾曲。
片尾曲粉紅瓊斯
演唱：桃色幸運草，作詞：村野直球，作曲、編曲：NARASAKI

### 各話列表
| 集数   | 副标题 | 副标题   | 中文标题   | 中文标题       | 剧本     | 分镜         | 演出           | 作画監督                                                   | 總作畫監督        |
| ------ | ------ | -------- | ---------- | -------------- | -------- | ------------ | -------------- | ---------------------------------------------------------- | ----------------- |
| 第1話  |        |          | 遙遠的记忆 | 遙遠的记忆     | 荒川稔久 | 高橋丈夫     | さんぺい聖     | 杉山了藏 枡田邦彰                                          | 神本兼利          |
| 第1話  | M1     |          | 初佳1      | 本來就沒抱希望 | 荒川稔久 | 高橋丈夫     | さんぺい聖     | 緒方浩美                                                   | 神本兼利          |
| 第2話  | AK2    |          | 瑛、一葉2  | 瑛好害羞       | 荒川稔久 | しまづ聡行   | 奥野耕太       | 川島尚                                                     | 神本兼利          |
| 第2話  | M2     |          | 初佳2      | 本來就是粗心   | 荒川稔久 | しまづ聡行   | 奥野耕太       | 緒方浩美                                                   | 神本兼利          |
| 第3話  | K3     |          | 一葉3      | 若即若離       | 秋月ひろ | 高橋丈夫     | 津田尚克       | 鈴木豪 佐藤元昭 緒方浩美 田中誠輝 岡田万衣子               | 杉山了藏 枡田邦彰 |
| 第3話  | M3     |          | 初佳3      | 妹妹暴怒       | 荒川稔久 | 高橋丈夫     | 津田尚克       | 緒方浩美                                                   | 神本兼利          |
| 第4話  | K4     |          | 一葉4      | 悠葉之心       | 秋月ひろ | 高橋丈夫     | ふじいたかふみ | 小菅洋 川島勝                                              | 神本兼利          |
| 第4話  | M4     |          | 初佳4      | 別和往常一樣   | 荒川稔久 | 高橋丈夫     | ふじいたかふみ | 緒方浩美                                                   | 神本兼利          |
| 第5話  | A3     |          | 瑛3        | 暗瑛顯現       | 荒川稔久 | しまづ聡行   | 嵯峨敏         | 泷吾郎 清水勝祐 奥野浩行 落合瞳                            | 神本兼利          |
| 第5話  | M5     |          | 初佳5      | 想屢戰屢勝     | 荒川稔久 | 高橋丈夫     | 嵯峨敏         | 緒方浩美                                                   | 神本兼利          |
| 第6話  | A4     |          | 瑛4        | 瑛不言棄       | 荒川稔久 | 佐佐木奈奈子 | 上田繁         | 菊池聪延                                                   | 居無洋            |
| 第6話  | M6     |          | 初佳6      | 已經第十天了   | 荒川稔久 | 高橋丈夫     | 上田繁         | 緒方浩美                                                   | 神本兼利          |
| 第7話  | NS2    |          | 奈緒、穹2  | 罪孽的少女們   | 荒川稔久 | しまづ聡行   | ふじいたかふみ | 枡田邦彰 杉山了藏 佐藤元昭 村山公輔 鈴木豪 川島勝 立田真一 | 神本兼利          |
| 第7話  | M7     |          | 初佳7      | 咬我耳邊       | 荒川稔久 | 高橋丈夫     | ふじいたかふみ | 緒方浩美                                                   | 神本兼利          |
| 第8話  | N3     |          | 奈緒3      | 更暗的天空     | 網谷正治 | しまづ聡行   | 小野田雄亮     | 大河原晴男                                                 | 神本兼利          |
| 第8話  | M8     |          | 初佳8      | 胸口COME ON    | 荒川稔久 | 高桥丈夫     | 小野田雄亮     | 绪方浩美                                                   | 神本兼利          |
| 第9話  | N4     |          | 奈绪4      | 遙遠的思念     | 網谷正治 | 山崎光惠     | 驹屋健一郎     | 杉山了藏 立田真一                                          | 石井丈裕 神本兼利 |
| 第9話  | M9     | [ 註 4 ] | 初佳9      | 如今也在城市   | 荒川稔久 | 高橋丈夫     | 驹屋健一郎     | 緒方浩美                                                   | 神本兼利          |
| 第10話 | S3     |          | 穹3        | 鳥之穹鸣       | 荒川稔久 | 高橋丈夫     | 津田尚克       | 枡田邦彰 铃木豪 佐藤元昭 川岛胜                            | 神本兼利          |
| 第10話 | M10    |          | 初佳10     | 現在也是前男友 | 荒川稔久 | 高橋丈夫     | 津田尚克       | 緒方浩美                                                   | 神本兼利          |
| 第11話 | S4     |          | 穹4        | 穹浮的二人     | 荒川稔久 | しまづ聡行   | 嵯峨敏         | 清水勝祐 滝吾郎 落合瞳                                     | 神本兼利          |
| 第11話 | M11    |          | 初佳11     | 初佳的记忆     | 荒川稔久 | 高橋丈夫     | さんぺい聖     | 緒方浩美                                                   | 神本兼利          |
| 第12話 | S5     |          | 穹5        | 朝向悠遠的天空 | 荒川稔久 | 高橋丈夫     | 上田繁         | 立田真一 鈴木豪 杉山了藏 枡田邦彰 佐藤元昭 石井丈裕        | 神本兼利          |
| 第12話 | M12    |          | 初佳12     | 初佳與悠       | 荒川稔久 | 高橋丈夫     | 上田繁         | 緒方浩美                                                   | 神本兼利          |

### 播放電視台
| 播放地區 | 播放電視台     | 播放日期                 | 播放時間（UTC+9）    | 所屬電視網 | 備註             |
| -------- | -------------- | ------------------------ | -------------------- | ---------- | ---------------- |
| 日本全國 | AT-X           | 2010年10月4日 - 12月20日 | 星期一 23:30 - 24:00 | CS放送     | 視聽年齡限制R-15 |
| 東京都   | 東京都會電視台 | 2010年10月7日 - 12月23日 | 星期四 26:00 - 26:30 | 獨立UHF局  |                  |
| 日本全國 | BS11           | 2010年10月8日 - 12月24日 | 星期五 23:30 - 24:00 | BS放送     | ANIME+時段       |

### BD/DVD
| 卷数            | 发售日         | 收录内容                     | 规格编号             |
| DVD             | DVD            | DVD                          | DVD                  |
| --------------- | -------------- | ---------------------------- | -------------------- |
| 缘之空 Vol.1    | 2010年12月22日 | 第1话－第3话                 | KIBA-1824            |
| 缘之空 Vol.2    | 2011年1月26日  | 第4话－第6话                 | KIBA-1825            |
| 缘之空 Vol.3    | 2011年2月23日  | 第7话－第9话                 | KIBA-1826            |
| 缘之空 Vol.4    | 2011年3月23日  | 第10话－第12话               | KIBA-1827            |
| Blu-ray Disc    |                |                              |                      |
| 缘之空 渚一叶   | 2010年12月22日 | 第1话－第4话                 | KIXA-75              |
| 缘之空 天女目瑛 | 2011年1月26日  | 第1话－第2话、第5话－第6话   | KIXA-76              |
| 缘之空 依媛奈绪 | 2011年2月23日  | 第1话、第7话－第9话          | KIXA-77              |
| 缘之空 春日野穹 | 2011年3月23日  | 第1话、第7话、第10话－第12话 | KIXA-90078（限定版） |
| 缘之空 春日野穹 | 2011年4月6日   | 第1话、第7话、第10话－第12话 | KIXA-78（普通版）    |

## 評價
遊戲《缘之空》在開售後登上了各大平台的當月（2008年12月）美少女遊戲銷量排行榜——它在美少女遊戲暨動漫相關商品銷售網站Getchu屋、成人遊戲雜誌《BugBug》、成人遊戲雜誌《PC press》上皆獲得第3名。《PC press》更指出它當時已售出過2萬部，並把此一銷量歸功於其原畫和宣傳。
《缘之空》在Getchu屋的2008年美少女遊戲大賞中，擁有多次上榜記錄。它在該一大賞中獲得Side White綜合部門第18位、劇本部門第16位、圖像部門第9位、作品名稱部門第12位。春日野穹在Side White角色部門中獲得第2位。她的聲優白波遙以之為代表角色，獲得Side White配音部門第8位。根據《BugBug》的2008年讀者美少女遊戲人氣投票結果，這部作品亦獲得綜合部門第29位、劇本部門第18位。春日野穹獲得角色部門第22位。
《BugBug》的編輯Gadei（がでい）在編輯部座談會上表示，《缘之空》把農村的氛圍塑造得很好，譲以前曾在農村居住的他產生懷緬之情。此外他跟副總編De（で）皆認為Sphere在穹的宣傳上做得不錯。《BugBug》的筆者黑白馬（黒い白馬）則把此作選為2008年度第2佳的美少女遊戲，他在評論中讚揚了它的劇本和舞台氛围，指前者有着一定現实感，後者「水平很高」。專修大學國際傳播學部助理教授派翠克·加布雷斯（Patrick W. Galbraith）在玩這款遊戲時，為「穹投水，然后不會游泳的悠去救她」這一情節留下眼淚，他認為兩者不值得擁有壞結局，因此重新開始遊戲。

## 爭議
東京都青少年成長審議會接到市民報告稱電視動畫《緣之空》涉及近親相姦等場景。2012年5月14日，審議會審查該作品，並表示該作品並未將兄妹近親相姦描寫成社會認可的行為，亦未反覆作不必要的細節描寫，故認為該作不在新標準的限制範圍內。

## 腳註

### 來源
1. . Yahoo!辞書. （原始内容存档于2013-05-01） （日语）.
2. ↑  .   [2021年1月9日]. （原始内容存档于2020年11月19日）.
3. ↑  . steam. 2025-01-25 （中文）.
4. ↑  . Amazon.co.jp.   [2015-06-10] （日语）.
5. ↑  . Sphere.   [2014-10-09]. （原始内容存档于2020-11-12）.
6. ↑  . goo辞書.   [2023-05-03]. （原始内容存档于2023-05-07）.
7. ↑  . Google翻譯.   [2023-05-04]. （原始内容存档于2023-05-04）.
8. ↑   [紧急/重要事项：关于2010年11月29日星期一23:30播放的“缘之空”第9话]. AT-X. 2010-11-30  [2020年5月16日]. （原始内容存档于2010年12月3日）.
9. ↑  . Getchu.com.   [2022-01-12]. （原始内容存档于2020-07-08）.
10. ↑   . BugBug. Vol. 174. 2009-02-01: 50 （日语）.
11. 1 2  . PC press.   [2022-01-12]. （原始内容存档于2009-10-31） （日语）.
12. ↑  . Getchu.com.   [2022-01-21]. （原始内容存档于2015-09-24） （日语）.
13. ↑  . Getchu.com.   [2022-01-21]. （原始内容存档于2012-08-07） （日语）.
14. ↑  . Getchu.com.   [2022-01-21]. （原始内容存档于2012-08-07） （日语）.
15. ↑  . Getchu.com.   [2022-01-21]. （原始内容存档于2021-10-28） （日语）.
16. ↑  . Getchu.com.   [2022-01-21]. （原始内容存档于2012-08-07） （日语）.
17. ↑  . Getchu.com.   [2022-01-21]. （原始内容存档于2012-08-07） （日语）.
18. ↑   . BugBug. Vol. 176. 2009-04-01: 41-51 （日语）.
19. 1 2   . BugBug. Vol. 176. 2009-04-01: 231-235 （日语）.
20. ↑  Galbraith, Patrick W. . Stockholm University Press. 2021: 124–125  [2023-11-20]. ISBN 978-91-7635-156-7. doi:10.16993/bbn. （原始内容存档于2022-03-04）.
21. ↑  . 日刊テラフォー. 2012-05-31  [2013-08-30]. （原始内容存档于2013-07-25） （日语）.

## 外部連結
- 緣之空遊戲官方網站 （页面存档备份，存于）（日語）
- 悠之空遊戲官方網站 （页面存档备份，存于）（日語）
- 動畫官方網站 （页面存档备份，存于）（日語）
- 《缘之空》在視覺小說數據庫的頁面 （英文）
- 《悠之空》在視覺小說數據庫的頁面（英文）
- 缘之空（動畫）在動畫新聞網百科全書中的資料（英文）